# Куйелга
Куйелга (устар. Куилга) — река в России, протекает по территории Северного и Абдулинского районов Оренбургской области. Длина реки составляет 15 км, площадь водосборного бассейна 106 км².
Начинается на территории села Кряжлы, лежащего в окружении берёзовых лесов. Течёт в юго-восточном направлении по открытой местности, в низовьях — по оврагу с крутыми берегами. Устье реки находится в 24 км по левому берегу реки Верхний Кандыз напротив села Баклановка.
Основной приток — река Якушка — впадает слева.

## Данные водного реестра
По данным государственного водного реестра России относится к Камскому бассейновому округу, водохозяйственный участок реки — Ик от истока и до устья, речной подбассейн реки — бассейны притоков Камы до впадения Белой. Речной бассейн реки — Кама.
Код объекта в государственном водном реестре — 10010101312111100027940.